# Queso de Ancash
Le Queso de Ancash est un fromage péruvien traditionnel de la région d'Ancash; il est principalement consommé pendant certaines fêtes. Il ressemble fortement au Queso de Cusco, mais son goût est plus doux et sa couleur plus claire.